# Philippe Tłokiński
Philippe Tłokiński (ur. 6 maja 1985 w Bois-Bernard) – polski aktor filmowy, telewizyjny i teatralny.

## Życiorys

### Wczesne lata
Urodził się w Bois-Bernard we Francji, jako syn Mirosława Tłokińskiego, byłego piłkarza reprezentacji Polski. Jego matka pracowała w Szwajcarii w luksusowych butikach z odzieżą, a następnie w szpitalu w rejestracji. Wychowywał się w Szwajcarii. W wieku 17 lat zadebiutował w sztuce Improwizacja w Wersalu (L’Impromptu de Versailles) w Collège de Candolle w Genewie, gdzie w 2004 zdał maturę. Uczęszczał na kursy Sztuk Dramatycznych organizowane przez Konserwatorium Muzyczne w Genewie. W 2008 ukończył Wyższą Szkołę Teatralną w Saint-Étienne we Francji. 

### Kariera
Występował w przedstawieniach Comédie de Saint-Étienne: Pięć kluczy (5 clefs, 2004) Jeana-Paula Wenzela w Comédie de Saint-Étienne, Pentezylea (2008) Heinricha von Kleista jako Achilles, Potem (2008) Jeana Dasté, Wielka budowa (2008) Elfriede Jelinek i Grenlandia (2008) Pauline Sales jako pianista. Grał potem w spektaklach: Grzegorz Dyndała (2008) jako Colin / Bajazet w Théâtre Saint-Gervais w Genewie i Grecki (2008) Stevena Berkoffa jako Eddy w Hot Club w Lyonie, Hamlet nie żyje. Brak grawitacji Ewalda Palmetshoffera jako Oli w Comédie de Reims w Reims], Świecznik (2009) Musseta jako Clavaroche w Teatr du Trèfle w Poitiers i Tak powiedział bardzo młody człowiek (2010) Gertrude Stein w roli Ferdinanda w Comédie de Reims. Występował też na scenach polskich, m.in. w farsie Norma Fostera Premiera (2012) w reżyserii Tomasza Dutkiewicza w roli Toma Delaneya w Teatrze Komedia, Kabarecie Warszawskim (2013) inspirowanym tekstem Johna van Drutena I’m a Camera w reż. Krzysztofa Warlikowskiego w Teatrze Nowym, Pierścieniu wielkiej damy (2013) Cypriana Norwida w reż. Tomasza Gawrona jako Szeliga w Kalinowym sercu oraz Kosmosie (2014) Witolda Gombrowicza w Teatrze im. Jaracza w Łodzi. W 2014 wystąpił w Comédie de Genève w podwójnej roli Oswalda, marszałka Gonerili i księcia Burgundii w tragedii Williama Shakespeare’a Król Lear.
Karierę filmową rozpoczynał, grając w filmach i serialach francuskich, w tym w jednym odcinku francuskiego serialu TF1 Camping paradis (2010) i Canal+ France Hard (2011), a także w dramacie Lepsze życie (Une vie meilleure, 2011) z udziałem Guillaume’a Caneta. Szerszej polskiej publiczność stał się znany z seriali TVN – Prosto w serce (2011) jako Adam Sagowski, kuzyn Artura, Przepis na życie (2011) jako stażysta Ignacy Makowski i Prawo Agaty (2013–2014) jako prawnik Cyprian. Na dużym ekranie zagrał młodego dziennikarza Roberta w dramacie Marcina Bortkiewicza Noc Walpurgi (2015) u boku Małgorzaty Zajączkowskiej. W historycznym dramacie sensacyjnym Władysława Pasikowskiego Kurier (2019) wcielił się w postać Jana Nowaka-Jeziorańskiego.
Od marca 2012 prezenter telewizyjny w programie „Rude Tube” na antenie telewizji AXN Spin; show prowadzi wspólnie z Mariuszem Infuleckim.

## Filmografia
- 2005: Bonjour (etiuda szkolna) – obsada aktorska
- 2008: Merci – francuski malarz
- 2010:  Camping Paradis – kelner
- 2011: Prosto w serce jako Adam Sagowski, kuzyn Artura
- 2011: Przepis na życie jako Ignacy Makowski (odc. 16–24, 32)
- 2012: Une vie meilleure – jubiler
- 2012: Komisarz Alex jako Dominik Konarski, syn Tamary (odc. 22)
- 2013: Wybraniec – Przemysław
- 2013: Takie życie – Marcin
- 2013: Ojciec Mateusz – recepcjonista (odc. 133)
- 2013: Na dobre i na złe – Mateusz (odc. 542)
- 2013: M jak miłość jako Krystian Janosz (odc. 994, 999, 1004, 1025)
- 2013–2014: Prawo Agaty jako prawnik Cyprian (odc. 54, 57, 77)
- 2014: Cukier stanik (spektakl telewizyjny) – uchodźca
- 2014: Barwy szczęścia – Patryk, partner Macieja Kołodziejskiego (odc. 1139)
- 2015: Noc Walpurgi – Robert
- 2015: Hel – Piotr
- 2016: Strażacy – pianista, kolega Kamilii (odc. 13)
- 2016: Ojciec Mateusz – Fabian Grzelek (odc. 213)
- 2016: Humani (spektakl telewizyjny) – Szi
- 2017: Zakład karny – o stówę (spektakl telewizyjny) – brat
- 2017: Volta – De Larchant
- 2017: Polska niepodległa – Historia o ożywionych obozach – generał Louis Pierre Mountbrun (odc. Bitwa pod Somosierrą)
- 2017: Druga szansa – Pietrzak (odc. 1, 5, 8)
- 2017: Belfer – komisarz Orzechowski (odc. 3–8)
- od 2018: Pierwsza miłość – Walerian Dzieciątkiewicz
- 2019: Kurier – Jan Nowak–Jeziorański
- 2020: Gierek
- 2020: Geniusze – Stanisław Ulam
- 2021: Falcon i Zimowy Żołnierz – Batroc Skoczek (głos)
- 2021: Dzień, w którym znalazłem w śmieciach dziewczynę jako Turlikowski
- od 2021: Tatuśkowie – Tomasz
- 2022/2023: M jak miłość jako Radek – współpracownik Izy, fotograf „Głosu Gródka” (odc. 1688, 1694, 1696, 1700)
- 2022: Gdzie diabeł nie może, tam Baby pośle – Waclaw Trojan
- 2023: Gdzie diabeł nie może, tam Baby pośle 2 – Waclaw Trojan